# JBoss Cloud
A webszolgáltatások folyamatos-, leállás nélküli működtetése az üzemeltetők egyik legnehezebb feladata. A nagyszámú kiszolgáló berendezések menedzsmentje és az új berendezések üzembe helyezése meglehetősen nehéz feladat, amire a JBoss Cloud megoldást nyújt.
A JBoss Cloud egy előre konfigurált JBoss Alkalmazás Szerver felhőt, illetve kapcsolódó technológiai támogatást nyújt.

## A Cloud meghatározása
Definíció szerint a ‘cloud’ kifejezés a következő jelenti:
- Teljes operációs rendszer virtualizáción alapul
- Privát
- Skálázható
- Könnyen használható

Egy elosztott szolgáltatás futtatása önmagában még jelent cloud szolgáltatást. Ehhez egy teljes operációs rendszer stack-kel – és az összes szükséges szolgáltatással – kell rendelkeznünk, ami egy virtualizált platformon fut. Jelenleg a JBoss Cloud a Xen-t, KVM-t, VMware és az Amazon EC2-t támogatja.

### Publikus és privát cloud
A privát cloud futhat saját hardveren, a publikus cloud általában pedig egy szolgáltató által biztosított hardveren fut.
A cloud skálázható kell, hogy legyen. Abban az esetben, ha nő egy cloud szolgáltatást használók száma, akkor a támogató erőforrások növelését rövid időn belül el kell tudni végezni az aktuálisan futó szolgáltatás leállítása nélkül.
Ez történhet vertikálisan, illetve horizontálisan, azaz a kiszolgáló számítógépek számítási kapacitásának növelésével, illetve új gépek üzembe helyezésével.
Egy Cloud szolgáltatás menedzsmentje egyszerű kell, hogy legyen és uniform módon kell működnie, hogy pl. az imént említett feladat egyszerűen megvalósítható legyen.

## A JBoss Cloud működés közben
Alapértelmezésben a JBoss Cloud egy front-end, illetve egy vagy több back-end oldali berendezésből áll.
Egy ilyen berendezés egy önállóan is működő rendszer háttértárral, hálózati kártyákkal, operációs rendszerrel és alkalmazásokkal. A front-end berendezés egy Apache HTTPD-t futtató rendszer mod_cluster-el és Gossip Router-el. A back-end berendezés pedig egy JBoss AS 5 példány. A back-end oldali berendezések képesek egymással kommunikálni. Emellett még jelen van egy postgis berendezés PostgreSQL-re konfigurálva.
A JBoss Cloud szíve a JBoss Application Server 5. Ez az alkalmazás-szerver biztosítja a JAVA EE 5 alkalmazások alapját.

## Működés
Egy back-end berendezés indulásakor az regisztrálja magát a front-end berendezésnél. Egy kliens oldali kérés beérkezésekor az ún. teljesítmény elosztó dönti el, hogy az teljesíthető-e, és ha igen, akkor alapértelmezés szerint a legutóbb használt számítógéphez irányítja azt. Ezt „sticky session”-nek hívják. Új munkamenet esetén a teljesítmény elosztó a kérést az őt kiszolgálni képes legkevésbé használatban lévő berendezéshez irányítja.
Új back-end oldali számítógép sorba állítása mindössze teljesítmény elosztónál történő regisztrációból áll, az utána azonnal képes lesz kérések kiszolgálására, így a skálázódás szinte teljesen automatikus.

## Követelmények
Az egyetlen kötelező követelmény egy virtualizációs környezet megléte. A JBoss Cloud futtatásához az alábbi környezetek egyike szükséges: Xen, KVM, VMwaer, Amazon EC2. Még statikus IP címek használata sem szükséges, ugyanis a JBoss Cloud jól működik a DCHP-vel menedzselt környezetekben.
A minimális memória igénye egy back-end berendezésnek 512 MB RAM, a front-end oldaliaknak 256 MB RAM. A berendezések alapértelmezés szerint 2GB méretű merevlemezre van konfigurálva, de ez szabadon állítható.

## Beállítás
A JBoss Cloud beállítása igen egyszerű. VMware és XEN esetén a front-end és back-end oldali berendezések installációja a boot menüből történik. Amazon esetén az Amazon Machine Image installálásával. A cloud indítása után az alkalmazások installálása azok felmásolásával történik, ezután automatikusan rendelkezésre áll a kliensek számára.
Saját alkalmazás készítése:
A JBoss Cloud lényegében Ruby scriptek és Rake feladatok együttese. Ez egy előre beállított konfigurációval érkezik mind a front- és back-end berendezésekre. Ha ez nem megfelelő, akkor a JBoss Cloud forrása letölthető, ahol új beállítások definiálhatók, amivel Cloud alkalmazás újra fordítható.

## Kitekintés
A JBoss Cloud projekt egy aktívan fejlesztett szolgáltatás, ahol még számos új funkció megléte fejlesztés alatt áll.